# 렴성역
렴성역(濂城驛)은 조선민주주의인민공화국 강원도 고성군 렴성리에 위치한 철도역이다. 조선총독부 철도에 의해 1932년 5월 21일에 개업되었다.